# Myonera kaiwa
Myonera kaiwa is een tweekleppigensoort uit de familie van de Cuspidariidae. De wetenschappelijke naam van de soort is voor het eerst geldig gepubliceerd in 2009 door Oliveira & Absalão.